# Zodarion walsinghami
Zodarion walsinghami là một loài nhện trong họ Zodariidae.
Loài này thuộc chi Zodarion. Zodarion walsinghami được J. Denis miêu tả năm 1937.